# حجج القرآن (كتاب)
كتاب حجج القرآن، تأليف أبي الفضائل، أحمد بن محمد بن المظفر الرازي الحنفي، يذكر فيه ما تستدل به الفرق والطوائف من آيات القرآن والأحاديث النبوية، في المسائل الاعتقادية وما يشابهها، وجعله المؤلف في ثلاثين بابا، ومقسما بعض الأبواب إلى فصول خاصة للمسائل.
وعند ذكر الآيات في المسألة يبين عددها، ويذكر اسم السورة قبل سرد الآية، أما الأحاديث فقد يكر تخريجها ودرجة صحتها وقد لا يذكر شيئا من ذلك.
طبع الكتاب بتحقيق وتقديم أحمد المحمصاني.

## الكتاب والمؤلف
اسم الكتاب: حجج القرآن.
المؤلف: أبو الفضائل، أحمد بن محمد بن المظفر الرازي الحنفي، كان حيا سنة 631هـ.
من مؤلفاته: حجج القرآن، فضائل القرآن، لطائف القرآن، ذكرها المؤلف في إجازته لمن قرأها عليه، وهي موجودة في آخر الكتاب.

## زمن التأليف الكتاب
القرن السابع الهجري

## موضوع الكتاب
ذكر المؤلف في مقدمة الكتاب أنه يذكر فيه ما في القرآن من حجج لكل طائفة من الطوائف، على اختلاف نحلهم وأهوائهم، فيذكر ما تستدل به كل فرقة، وأصلهم ثمان فرق، منها تشعبت الفرق الثلاثة والسبعين، وكذلك يذكر الحجج في بعض المسائل الاعتقادية أو ما يشابهها مما حصل فيه الخلاف، وقد جعل المؤلف الكتاب في ثلاثين بابا، ذكر في كل باب حجج فرقة من الفرق، وكل باب في عدة فصول، والأبواب هي:
 (الباب الأول) في حجج أهل التوحيد على وحدانية الله من القرآن المجيد
(الباب الثاني) في حجج الجبرية.
(الباب الثالث) في حجج القدرية.
(الباب الرابع) في حجج المرجئة.
(الباب الخامس) في حجج الوعيدية.
الباب السادس في حجج الصفاتية.
(الباب السابع) في حجج الجهمية.
(الباب الثامن) في حجج الشيعة.
(الباب التاسع) في حجج القائلين بالاجماع.
(الباب العاشر) في حجج الخوارج.
(الباب الحادي عشر) في حجج القائلين بان القرآن كلام الله غير مخلوق.
(الباب الثاني عشر) في حجج القائلين بخلق القرآن.
(الباب الثالث عشر) في حجج القائلين برؤية الله تعالى في الجنة جوازا ووقوعا.
(الباب الرابع عشر) في حجج القائلين بنفي الرؤية.
(الباب الخامس عشر) في حجج القائلين بأن الإيمان قول وعمل وعقد بالقلب.
(الباب السادس عشر) في حجج القائلين بأن الايمان قول بلا عمل ولا نية.
(الباب السابع عشر) في حجج القائلين بان الايمان هو التصديق.
(الباب الثامن عشر) في حجج القائلين بان الايمان والإسلام واحد.
(الباب التاسع عشر) في حجج القائلين بان الايمان والإسلام متغايران.
(الباب العشرون) في حجج القائلين بان الايمان يزيد وينقص.
(الباب الحادي والعشرون) في حجج القائلين بان الرضا بالكفر لا يكون كفرا.
(الباب الثاني والعشرون) في حجج القائلين بان الجنة جزاء الأعمال.
(الباب الثالث والعشرون) في حجج القائلين بان الجنة للمؤمنين فضلا وعطاء.
(الباب الرابع والعشرون) في حجج القائلين بجواز تكليف ما لا يطاق.
(الباب الخامس والعشرون) في حجج القائلين بان تكليف ما لا يطاق غير جائز.
(الباب السادس والعشرون) في حجج المسلمين في البعث والنشور.
(الباب السابع والعشرون) في حجج القائلين بكون الجنة والنار مخلوقتين اليوم.
(الباب الثامن والعشرون) في حجج القائلين بفناء العالم
(الباب التاسع والعشرون) في مسائل شتى: كمسألة إثبات عذاب القبر أو نفيه، ومسألة المفاضلة بين الملائكة وصالحي البشر، وغير ذلك.
(الباب الثلاثون) في حجج القائلين بفضل الغنى على الفقر.

## منهج المؤلف في الكتاب
قدم المؤلف كتابه بمقدمة فيها بيان موضوع الكتاب وطريقة تقسيمه.
قسم الكتاب إلى ثلاثين بابا، ويذكر في بعض الأبواب عدة فصول، يخصص كل فصل لمسألة مستقلة.
يذكر الآيات الواردة في المسألة في جميع القرآن، ويبين عددها، واسم السورة التي فيها الآية.
في بعض الأبواب يذكر الحجج من الأحاديث النبوية، ويخصصها بفصل مستقل، ويكون الفصل الأخير في الباب.
قد يذكر درجة الحديث ويبين من أخرجه، وقد لا يذكر من ذلك شيئا.

## أهمية الكتاب
هذا الكتاب فريد من نوعه، فهو من الكتب التي لا يكاد يوجد لها نظير في بابها، حيث جمع فيه أدلة الفرق المختلفة من القرآن، وما يستدل به أيضا من القرآن على مسائل متنوعة، فهو يفيد في معرفة حجج الفرق على أقوالها.

## نموذج من الكتاب
الباب التاسع: في حجج القائلين بأن الإجماع حجة، وهو مشتمل على فصول:
الفصل الاول بيان أن الإجماع حجة.
في آل عمران: {كُنتُمْ خَيْرَ أُمَّةٍ أُخْرِجَتْ لِلنَّاسِ تَأْمُرُونَ بِالْمَعْرُوفِ وَتَنْهَوْنَ عَنِ الْمُنكَرِ } [سورة آل عمران، آية (110)] ، وفي النساء: {وَمَن يُشَاقِقِ الرَّسُولَ مِن بَعْدِ مَا تَبَيَّنَ لَهُ الْهُدَى وَيَتَّبِعْ غَيْرَ سَبِيلِ الْمُؤْمِنِينَ نُوَلِّهِ مَا تَوَلَّى وَنُصْلِهِ جَهَنَّمَ وَسَاءتْ مَصِيرًا} [سورة النساء، آية (115)] ، وفي البقرة: {وَكَذَلِكَ جَعَلْنَاكُمْ أُمَّةً وَسَطًا لِّتَكُونُواْ شُهَدَاءَ عَلَى النَّاسِ وَيَكُونَ الرَّسُولُ عَلَيْكُمْ شَهِيدًا} [سورة البقرة، آية (143)].

## طبعات الكتاب
طبع الكتاب بتحقيق وتقديم أحمد المحمصاني.